# غارة دير الزور الجوية (سبتمبر 2016)
كانت غارة مطار دير الزور الجوية عدة ضربات جوية للتحالف الذي تقوده الولايات المتحدة قرب مطار دير الزور في شرق سوريا في 17 سبتمبر 2016.

## خلفية
كانت محافظة دير الزور أحد معاقل الحكومة السورية القليلة المتبقية في شرق سوريا في تلك الفترة. في مايو 2015، شن مسلحو تنظيم الدولة الإسلامية (داعش) هجوماً، حيث استولوا على كل من تدمر والمنطقة المحيطة بدير الزور، وقطعوا خط الإمداد المتبقي إلى دير الزور. وبعد ذلك كانت المدينة محاصرة بشكل فعال بواسطة داعش، مما جعل تسليم الإمدادات يتم بواسطة مروحيات النقل فقط. وحاول داعش وقف الإمدادات بمهاجمة قاعدة دير الزور الجوية يوميًا. بيد أن، محاولاتهم فشلت بسبب وجود حراس جمهوريين نخبة من اللواء 104 المحمول جوا بقيادة العميد عصام زهر الدين. يتم إعادة تزويد الجيش السوري والمدنيين في المنطقة التي تسيطر عليها عن طريق مطار دير الزور. وقد تسنى ذلك بواسطة سيطرة الحكومة السورية على جبال الثردة، وقاعدة مدفعية مجاورة، ومناطق أخرى بالقرب من المطار، لأن السيطرة على هذه المناطق تمنع داعش من مهاجمة طائرات إعادة الإمداد المتجهة من وإلى المطار. ولهذا السبب، تعتبر الحكومة السورية مطار دير الزور والمناطق المحيطة به أمرا حيويا استراتيجيا لاستمرار سيطرتها علي دير الزور. جبال الثردة تشير إلى مجموعة من التلال والجبال في الغرب والجنوب الغربي من قاعدة دير الزور الجوية، التي توجد في بعضها مواقع دفاعية يشار إليها علي أنها نقاط. وتشمل هذه السلسلة تل الثردة (النقطة 1) في الجنوب الشرقي من السلسلة، تل كروم في شمال السلسلة، جبل (النقطة 2) بين هذه التلال الاثنين الأخيرتين يشار أيضا إليها بجبل ثردة، تل (النقطة 3) في الجنوب الغربي من السلسلة، وغيرهم. وذكر منفذ إخباري موالي للحكومة السورية أنه في 17 سبتمبر، وقبل الغارة الجوية، كان الجيش السوري يسيطر على تل كروم والنقطتين 1 و2.
وكانت الحكومة السورية قد أصدرت في ديسمبر 2015 اتهاما، رفضته الولايات المتحدة، بأن قوات الولايات المتحدة قتلت 3 جنود سوريين وجرحت 13 آخرين خلال هجوم مساء يوم الأحد على معسكر في محافظة دير الزور. ويستهدف تحالف بقيادة الولايات المتحدة مسلحي تنظيم الدولة الإسلامية في سوريا منذ سبتمبر 2014 على الرغم من أنه لم ينسق أبدا أي هجمات مع الحكومة السورية، التي كان يحاول الإطاحة بها. في ذلك الوقت، كان يسري وقف لإطلاق النار بوساطة أمريكية وروسية لمدة أسبوع لليوم الخامس وكان على بعد 48 ساعة من اكتماله، والذي إن تم تمريره، كان سيسفر عن إنشاء وإدارة الولايات المتحدة وروسيا، وفقا لاتفاق وقف إطلاق النار، «مجموعة التنفيذ المشتركة» – وهي مجموعة لتبادل الاستخبارات كانت ستكرس لتنسيق الهجمات الأمريكية والروسية ضد القاعدة وداعش في سوريا. وكان وقف إطلاق النار نتيجة «دبلوماسية مكثفة» في المقام الأول بين وزير الخارجية الأمريكي جون كيري ووزير الخارجية الروسي سيرغي لافروف، ولكن أيضا بما في ذلك الرئيس الأمريكي باراك أوباما والرئيس الروسي فلاديمير بوتين والتي بدأت في يوليو 2016.

## الأحداث

### غارة التحالف
في سبتمبر 2016، قصف التحالف الأمريكي قوات سورية. وضربت القنابل مواقع الجيش السوري على جبل ثردة وفي قاعدة مدفعية قريبة. وذكرت روسيا وسوريا أن الهجوم نفذه التحالف بقيادة الولايات المتحدة في الساعة الخامسة مساء دون أن يذكر اسم الدول المعنية وأنه قتل 62 جنديا من الحكومة السورية وجرح 100. أفاد المرصد السوري لحقوق الإنسان أن عدد الوفيات بلغ 90، وأصيب 100 بجراح. وفي أواخر سبتمبر، رفع المصدر نيوز الموالي للحكومة عدد القتلى إلى 106. وقيل أن نيويورك تايمز أبلغت من قبل مسؤول في القيادة المركزية الأمريكية لم يكشف عن هويته أن «الضربة بدأت في وقت مبكر من المساء، عندما هاجمت الطائرات مجموعة من المركبات كانت طائرة مراقبة أمريكية تراقبها منذ عدة أيام» وبعد ذلك استنتجت المخابرات العسكرية الأمريكية أن المجموعة، التي قيل أنها تضم دبابة واحدة على الأقل، تنتمي إلى داعش. وذكرت الأنباء أن هذا المسؤول نفسه قال أن «الهجوم استمر لحوالي 20 دقيقة، ودمرت الطائرات السيارات وقتلت عشرات الأشخاص في الصحراء المفتوحة».
قالت وزارة الدفاع الروسية أن الهجوم نفذته أربع طائرات، بما في ذلك طائرتان من طراز إيه-10 (طائرة أحادية المقاعد تشغلها القوات العسكرية الأمريكية فقط) وطائرتا دعم جوي قريب وهجوم بري من طراز إف-16 وذكرت القيادة المركزية الأمريكية أن الهجوم نفذته طائرات حربية أمريكية، بريطانية، دنماركية، وأسترالية. أصدرت القوات الجوية الملكية الدنماركية بيانا قالت فيه أن اثنين من طائراتها الإف-16 شاركت في الضربات الجوية وأصدرت البريطانية بيانا قالت فيه أن طائرات ريبر المسلحة شاركت أيضا في العملية. وكانت روسيا، التي تجري اتصالات مع التحالف من خلال خط ساخن تتولاه الولايات المتحدة وروسيا لتفادي الاشتباك وحليفة للحكومة السورية، إتصلت بالقيادة المركزية الأمريكية في قطر ولكنها لم تستطع العثور على جهة الاتصال المعينة، الذي كان وفقا للقيادة الأمريكية، بعيدًا عن مكتبه في ذلك الوقت. وذكر متحدث باسم القيادة المركزية الأمريكية أن الإتصال الروسي اللاحق بالقيادة المركزية الأمريكية نتجت عن إيقاف الضربات الجوية «في غضون دقائق»، وقال أيضا أن «كمية جيدة من الضربات» قد وقعت بالفعل. وأفيد أن ضابط كبير مجهول من الفوج 123 في الجيش العربي السوري (الوحدة التي كان يقال أنها واحدة من تلك التي استهدفت) ادعى أن أكثر من نصف جنود الجيش السوري الذين قتلوا خلال الضربات الجوية قد لقوا حتفهم في النقطتين 1 و2، التي هي بجوار (وإلى الغرب من) مطار دير الزور، وبأن «معظم الضربات الجوية لم تجر قرب الخطوط الأمامية» [حيث كان يتقاتل داعش والجيش السوري]. ووفقا للمنفذ الوالي للحكومة السورية الذي أجرى هذه المقابلة، فإن الضربات الجوية «دمرت» المواقع الدفاعية للجيش السوري في النقطتين 1 و2 ، النقاط التي شكلت آخر خطوط دفاع في المطار، مما تسبب في تراجع وحدات الجيش السوري المقاتلة في أطراف جبل ثردة إلى الدفاع عن هذه النقاط وبعد ذلك بأسبوع، أجبر داعش الجيش السوري على الانسحاب الكامل حتى من هذه النقطتين الأخيرتين.

## استجابة التحالف الفورية للهجوم
- الولايات المتحدة: في البداية، لم تعترف القوات المسلحة الأمريكية صراحة بأن طائرات التحالف ضربت القوات السورية،[13] بيد أن قوات التحالف بقيادة الولايات المتحدة اعترفت في وقت لاحق بأن طائراتها نفذت الهجوم. وذكرت الولايات المتحدة أنهم أوقفوا الضربات حالما أصبحوا يدركون بوجود الجيش السوري، وأعربت عن أسفها لفقدان الأرواح غير مقصود.[14][15]
- أستراليا: اعترفت وزاره الدفاع الأسترالية بمشاركتها «بين عدد من الطائرات الدولية». وقالت أنها «لن تستهدف أبدا عن عمد وحدة عسكرية سورية معروفة أو تدعم بنشاط داعش» وقدمت تعازيها.[16][17]
- الدنمارك: أكدت وزارة الدفاع الدنماركية في بيان لها أن 2 من طائرات إف-16 من القوات الجوية الملكية الدنماركية شاركت في ضربات جوية للتحالف في دير الزور. وقد توقفت الضربات الجوية على الفور بعد الكشف عن أنها ضربت قوات الجيش السوري وأن وزارة الدفاع «تأسف» لقصف القوات المعاديه لداعش.[18]
- المملكة المتحدة: قالت وزارة الدفاع في المملكة المتحدة في بيان لها «يمكنها أن تؤكد أن المملكة المتحدة شاركت في الضربة الجوية التي شنها التحالف مؤخرا... وأنها تتعاون تماما مع تحقيق التحالف.»[19]

## موارد خارجية
- The redacted copy of the result of the coalition's investigation into the airstrikes